# Eric Leblacher
Eric Leblacher (* 21. März 1978 in Meaux) ist ein französischer Radrennfahrer.
Eric Leblacher wurde 2002 beim französischen Radsportteam Crédit Agricole Radprofi. Im selben Jahr konnte er das belgische Eintagesrennen Brüssel–Opwijk und eine Etappe des Circuit des Ardennesgewinnen. Im Jahre 2006 wechselte er für ein Jahr zum französischen ProTeam La Française des Jeux und gewann beim Etoile de Bessèges 2006 die dritte Etappe gewinnen. Nach Ende der Saison 2006 war Leblacher bei keiner internationalen Mannschaft unter Vertrag und bestritt vorwiegend Radmarathons, Duathlons und Straßenläufe.

## Erfolge
2002
- Brüssel–Opwijk
- eine Etappe Circuit des Ardennes

2006
- eine Etappe Etoile de Bessèges

## Teams
- 2002–2005 Crédit Agricole
- 2006 La Française des Jeux